# برخورد کوتاه (فیلم ۱۹۷۴)
برخورد کوتاه (انگلیسی: Brief Encounter) یک فیلم تلویزیونی به کارگردانی الن بریجز محصول سال ۱۹۷۴ است. ریچارد برتون، سوفیا لورن و جک هدلی از بازیگران این فیلم بوده‌اند. داستان فیلم برخورد یک زن و یک مرد متاهل در یک ایستگاه راه‌آهن و ماجراهای پیش آمده میان آن دو است که پیش از این در سال ۱۹۴۵ دیوید لین فیلمی به همین نام از روی نمایشنامهٔ زندگی بی‌جان (Still Life) نوشتهٔ نوئل کوارد ساخته است.